# Hellboy Aventures
Hellboy Aventures (Hellboy Animated) est une série de comics mettant en scène le personnage éponyme, créée par Mike Mignola.
Histoires indépendantes, destinées à un jeune public, elles se déroulent dans la continuité des films d'animation Le Sabre des tempêtes et De sang et de fer.
Un exemplaire en version originale de l'histoire Hellboy Animated: The Yearning (non-publié en français) est d'ailleurs inclus dans le boitier des DVD.

## Histoire
Les aventures de Hellboy, agent du BPRD, qui lutte contre les forces du mal.

## Parutions
Pour les autres séries de l'univers mis en place par Mike Mignola, voir : Hellboy, Hellboy : Histoires bizarres, BPRD, Abe Sapien, Witchfinder et Lobster Johnson.

### Version originale
1. Hellboy Animated: The Yearning (2007)
2. Hellboy Animated: The Black Wedding (2007)
3. Hellboy Animated: Judgment Bell (2007)
4. Hellboy Animated: The Menagerie (2007)

### Version française
Tous les albums font partie de la collection « Contrebande » des éditions Delcourt.
- 1 Mariage noir, novembre 2008
Scénario : Jim Pascoe, Tad Stones - Dessin : Rick Lacy, Fabio Laguna - Couleurs : Dan Jackson
- 2 La Cloche de l'Apocalypse, février 2009
Scénario : Jim Pascoe, Tad Stones - Dessin : Rick Lacy, Tad Stones - Couleurs : Michelle Madsen